# Alphonsea curtisii
Alphonsea curtisii är en kirimojaväxtart som beskrevs av George King. Alphonsea curtisii ingår i släktet Alphonsea och familjen kirimojaväxter. IUCN kategoriserar arten globalt som livskraftig. Inga underarter finns listade i Catalogue of Life.